# Houston Street (San Antonio)
Pour les articles homonymes, voir Houston Street.

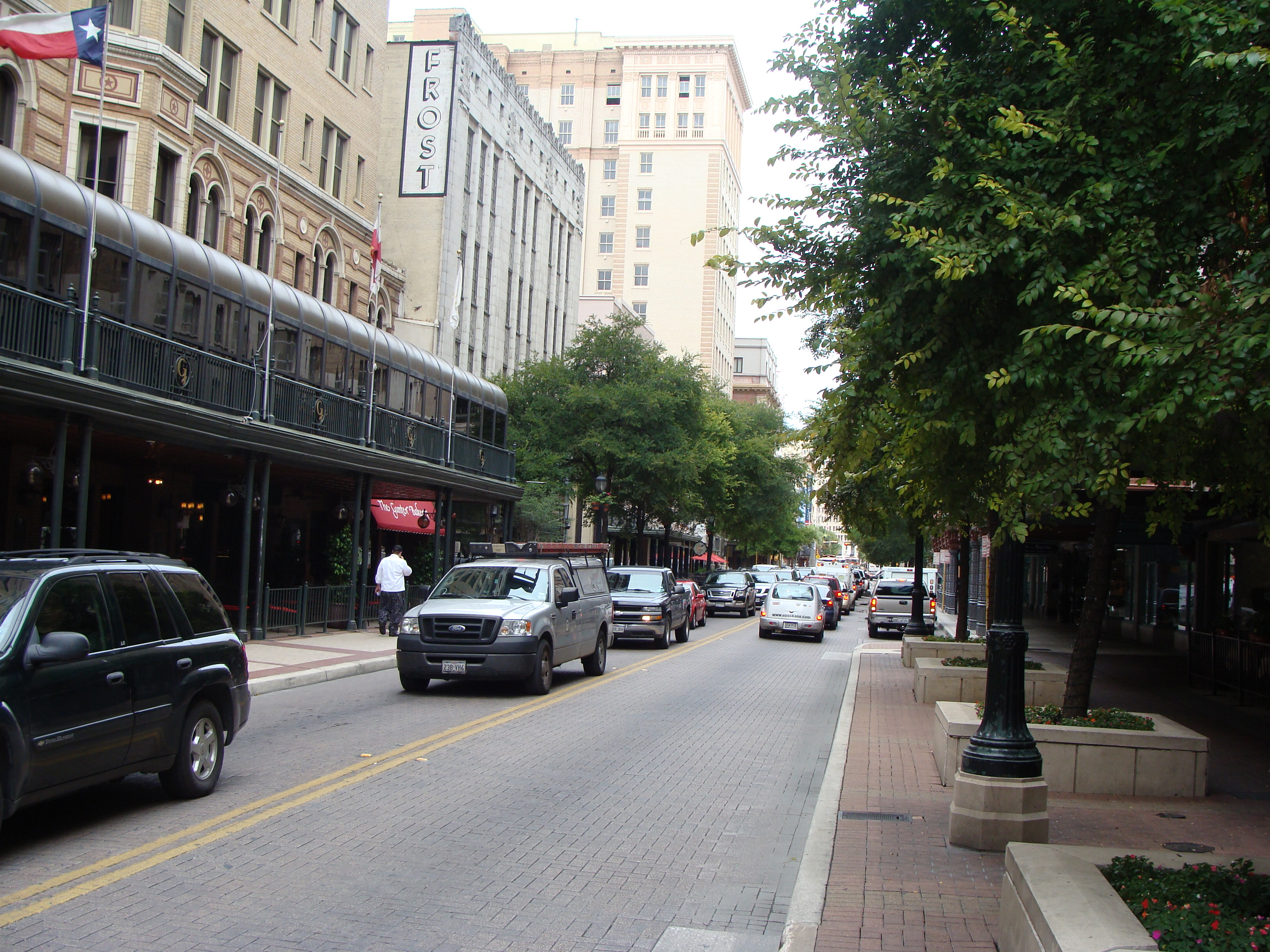
Houston Street.

Houston Street (« rue de Houston ») est une des rues les plus anciennes de San Antonio au Texas. 
Elle se situe près de la mission Alamo où le siège de Fort Alamo a eu lieu. L'historique Majestic Theatre y est situé.